# Retinta
La retinta est une race bovine espagnole. 

## Origine
Elle appartient à la branche rouge du rameau rouge. Elle est autochtone de l'Espagne et pourrait être issue de la domestication de la forme locale de l'aurochs. Cette race résulte de la fusion au cours du XXe siècle, de trois races locales cousines: Colorada extremeña, Rubia andaluza et Retinta andaluza. Elle est élevée dans la partie sèche au sud-ouest de l'Espagne. Plus de 90 % de l'effectif de 200 000 têtes se situe en Andalousie et Estrémadure. Le livre généalogique a été publié en 1987. Il regroupe 15 000 vaches et 5 000 taureaux. 30 % du troupeau est reproduit en race pure.

## Morphologie
Elle porte une robe rouge, avec des variantes de la plus sombre (acajou cacao pour la Retinta) à la plus claire. (rouge tuilé pour la Colorada et froment pour la Rubia) Exceptionnellement, il peut y avoir des taches blanches sur les pattes. L'entourage des yeux est plus clair (perdrix) et les muqueuses sont rosées. Le taureau pèse 900 à 1 000 kg pour 1,45 m au garrot et la vache pèse 500 à 600 kg pour 1,40 m au garrot.

## Aptitudes

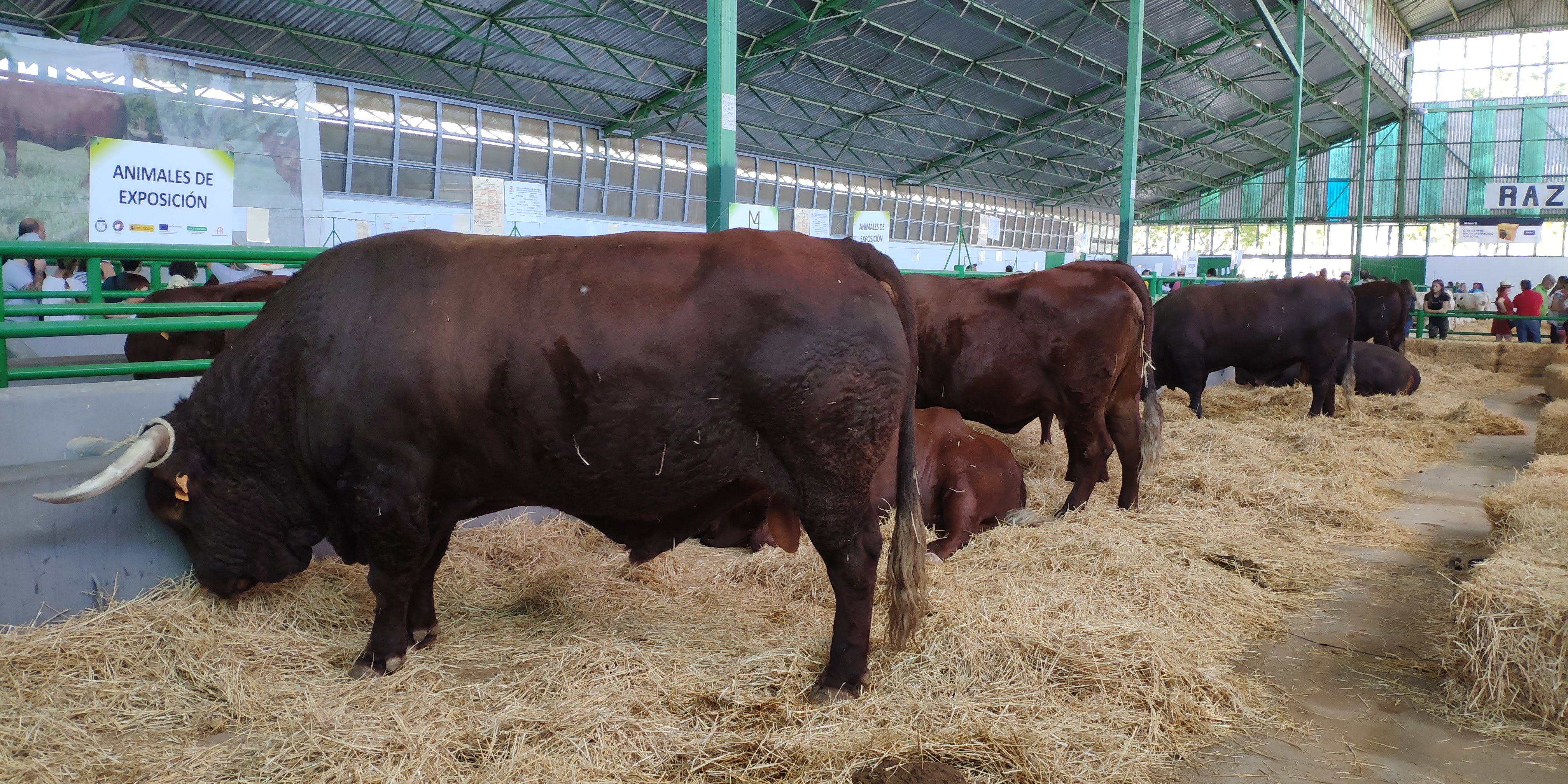
Taureaux "retinta".

C'est une ancienne race de travail convertie à la production de viande. Elle est connue pour donner une viande rouge ferme, juteuse et savoureuse. La sélection porte sur l'amélioration des qualités de production de viande par la conformation des animaux, tout en maintenant la rusticité et l'adaptation au système extensif. C'est une race rustique, élevée dans un milieu marqué par la sècheresse estivale et une période de carence. 
Elle est élevée en troupeaux de 30 à 40 vaches pour un taureau. La vache possède un caractère maternel bien marqué. Son lait n'est pas exploité, mais il suffit à nourrir des veaux à bonne vitesse de croissance. Son adaptation au milieu sec la fait rechercher en croisement : les qualités maternelles sont couplées à la conformation de carcasse conférée par un taureau de race bouchère.